# Años 390 a. C.
Los años 390 antes de Cristo transcurrieron entre los años 399 a. C. y 390 a. C. 

## Acontecimientos
- 399 a. C. muerte de Sócrates.
- 393 a. C.: termina el reinado del quinto emperador de Japón, Kōshō. Muere a la edad de 113 años, el quinto emperador de Japón, Kōshō.
- 392 a. C.: empieza el reinado del sexto emperador de Japón, Kōan.

## Personas destacadas
- Sócrates